# 1. Fußball-Club Kaiserslautern 1994-1995
Questa voce raccoglie le informazioni riguardanti il 1. Fußball-Club Kaiserslautern nelle competizioni ufficiali della stagione 1994-1995.

## Stagione
Nella stagione 1994-1995 il Kaiserslautern, allenato da Friedel Rausch, concluse il campionato di Bundesliga al 4º posto. In Coppa di Germania il Kaiserslautern fu eliminato in semifinale dal Borussia M'gladbach. In Coppa UEFA il Kaiserslautern fu eliminato al secondo turno dall'Odense.

## Rosa
| N. |                      | Ruolo | Calciatore      |
| -- | -------------------- | ----- | --------------- |
| 1  | Germania (bandiera)  | P     | Andreas Reinke  |
| 6  | Germania (bandiera)  | D     | Andreas Brehme  |
| 8  | Germania (bandiera)  | C     | Martin Wagner   |
| 9  | Rep. Ceca (bandiera) | A     | Pavel Kuka      |
| 11 | Germania (bandiera)  | A     | Olaf Marschall  |
| 12 | Germania (bandiera)  | D     | Thomas Ritter   |
| 13 | Germania (bandiera)  | D     | Roger Lutz      |
| 15 | Germania (bandiera)  | D     | Thomas Hengen   |
| 16 | Germania (bandiera)  | C     | Dirk Anders     |
| 17 | Germania (bandiera)  | C     | Matthias Hamann |
| 19 | Germania (bandiera)  | C     | Dirk Flock      |
| 23 | Germania (bandiera)  | C     | Thomas Riedl    |

| N. |                      | Ruolo | Calciatore       |
| -- | -------------------- | ----- | ---------------- |
| 25 | Turchia (bandiera)   | C     | Cem Karaca       |
| 28 | Germania (bandiera)  | A     | Christoph Dengel |
|    | Germania (bandiera)  | P     | Gerald Ehrmann   |
|    | Germania (bandiera)  | D     | Wolfgang Funkel  |
|    | Rep. Ceca (bandiera) | D     | Miroslav Kadlec  |
|    | Germania (bandiera)  | D     | Axel Roos        |
|    | Germania (bandiera)  | D     | Oliver Schäfer   |
|    | Germania (bandiera)  | C     | Marco Haber      |
|    | Germania (bandiera)  | C     | Michael Lusch    |
|    | Svizzera (bandiera)  | C     | Ciriaco Sforza   |
|    | Germania (bandiera)  | C     | Harald Wadle     |
|    | Germania (bandiera)  | A     | Stefan Kuntz     |

## Organigramma societario
Area tecnica
- Allenatore: Friedel Rausch
- Allenatore in seconda: Ignaz Good
- Preparatore dei portieri:
- Preparatori atletici:

## Calciomercato

### Sessione estiva
| Acquisti | Acquisti        | Acquisti          | Acquisti |
| R.       | Nome            | da                | Modalità |
| -------- | --------------- | ----------------- | -------- |
| C        | Dirk Anders     | Lokomotive Lipsia |          |
| C        | Dirk Flock      | Kickers Stoccarda |          |
| C        | Matthias Hamann | Eintracht Treviri |          |
| A        | Olaf Marschall  | Dinamo Dresda     |          |
| P        | Andreas Reinke  | St. Pauli         |          |

| Cessioni | Cessioni             | Cessioni         | Cessioni |
| R.       | Nome                 | a                | Modalità |
| -------- | -------------------- | ---------------- | -------- |
| A        | Mark Dittgen         | Dinamo Dresda    |          |
| A        | Uwe Fuchs            | Fortuna Colonia  |          |
| C        | Torsten Lieberknecht | Waldhof Mannheim |          |
| P        | Claus Reitmaier      | Karlsruhe        |          |

### Sessione invernale
| Acquisti | Acquisti | Acquisti | Acquisti |
| R.       | Nome     | da       | Modalità |
| -------- | -------- | -------- | -------- |

| Cessioni | Cessioni | Cessioni | Cessioni |
| R.       | Nome     | a        | Modalità |
| -------- | -------- | -------- | -------- |

## Risultati

### Bundesliga

#### Girone di andata
| Arbitro: | Schmidt |

|  |           |           |
|  | Marcatori | 73’ Kuntz |

| Arbitro: | Osmers |

|                  |           |            |
| Kuntz 82’ (rig.) | Marcatori | 78’ Yeboah |

| Arbitro: | Habermann |

|                               |           |           |
| Chapuisat 40’ Zorc 73’ (rig.) | Marcatori | 82’ Kuntz |

| Arbitro: | Aust |

|                           |           |                      |
| Sforza 5’, 75’ Kadlec 35’ | Marcatori | 40’ Strunz 77’ Bobic |

| Arbitro: | Wagner |

|           |           |                                   |
| Weber 79’ | Marcatori | 39’ Kuka 84’ Marschall 88’ Anders |

| Arbitro: | Fröhlich |

|                                  |           |            |
| Funkel 21’ Sforza 71’ Wagner 88’ | Marcatori | 28’ Müller |

| Arbitro: | Weber |

|                         |           |                                   |
| Bonan 74’ Knup 76’, 79’ | Marcatori | 12’ Sforza 22’ Kuka 44’ Marschall |

| Arbitro: | Heynemann |

|         |           |             |
| Kuka 9’ | Marcatori | 77’ Zickler |

| Arbitro: | Scheuerer |

|             |           |  |
| Ekström 18’ | Marcatori |  |

| Arbitro: | Ziller |

|          |           |                 |
| Kuka 60’ | Marcatori | 73’ Besčastnych |

| Arbitro: | Schmidt |

|  |           |                              |
|  | Marcatori | 22’ Sforza 36’ (rig.) Brehme |

| Arbitro: | Jansen |

|                                 |           |                       |
| Kuka 25’, 42’ Brehme 77’ (rig.) | Marcatori | 45’ Cardoso 68’ Zeyer |

| Arbitro: | Strampe |

|                                            |           |  |
| Hochstätter 34’ Herrlich 51’, 74’ Neun 57’ | Marcatori |  |

| Arbitro: | Strigel |

|            |           |  |
| Sforza 90’ | Marcatori |  |

| Amburgo 26 novembre 1994, ore 15:30 CET 15ª giornata | Amburgo | 0 – 0 referto | Kaiserslautern | Volksparkstadion (24 821 spett.)\| Arbitro: \| Casper \| |
| Arbitro:                                             | Casper  |               |                |                                                          |

| Arbitro: | Dardenne |

|           |           |             |
| Kuntz 81’ | Marcatori | 54’ Winkler |

| Arbitro: | Zerr |

|  |           |           |
|  | Marcatori | 32’ Kuntz |

#### Girone di ritorno
| Arbitro: | Wiesel |

|          |           |  |
| Kuka 56’ | Marcatori |  |

| Arbitro: | Kasper |

|            |           |                             |
| Okocha 48’ | Marcatori | 49’, 76’ Marschall 85’ Kuka |

| Arbitro: | Heynemann |

|           |           |  |
| Kuntz 45’ | Marcatori |  |

| Arbitro: | Werthmann |

|                     |           |               |
| Bobic 42’ Élber 73’ | Marcatori | 46’, 90’ Kuka |

| Arbitro: | Malbranc |

|            |           |             |
| Kadlec 22’ | Marcatori | 21’ Steffen |

| Arbitro: | Strampe |

|  |           |          |
|  | Marcatori | 5’ Kuntz |

| Kaiserslautern 1º aprile 1995, ore 15:30 CEST 24ª giornata | Kaiserslautern | 0 – 0 referto | Karlsruhe | Fritz-Walter-Stadion (38 000 spett.)\| Arbitro: \| Krug \| |
| Arbitro:                                                   | Krug           |               |           |                                                            |

| Arbitro: | Aust |

|            |           |           |
| Scholl 45’ | Marcatori | 42’ Kuntz |

| Arbitro: | Jansen |

|                                  |           |             |
| Kuntz 25’, 86’ Brehme 80’ (rig.) | Marcatori | 62’ Ekström |

| Arbitro: | Dardenne |

|               |           |                         |
| Bode 50’, 60’ | Marcatori | 9’ Brehme 18’ Marschall |

| Arbitro: | Osmers |

|                                   |           |             |
| Marschall 18’ Hamann 35’ Kuka 47’ | Marcatori | 74’ Wałdoch |

| Arbitro: | Krug |

|                                     |           |          |
| Zeyer 5’ Heinrich 68’, 88’ Kohl 72’ | Marcatori | 34’ Kuka |

| Arbitro: | Wiesel |

|                          |           |                       |
| Marschall 34’ Sforza 64’ | Marcatori | 22’ Herrlich 67’ Fach |

| Arbitro: | Strigel |

|                                    |           |                    |
| Löbe 24’ Puschmann 76’ Azzouzi 87’ | Marcatori | 22’ Kuntz 34’ Kuka |

| Arbitro: | Weber |

|                                        |           |                   |
| Kuka 4’ Kadlec 52’ Kuntz 74’ Haber 89’ | Marcatori | 19’ Breitenreiter |

| Arbitro: | Schmidt |

|             |           |                         |
| Winkler 17’ | Marcatori | 13’ Haber 41’, 66’ Kuka |

| Arbitro: | Albrecht |

|                          |           |            |
| Haber 15’ Kuntz 53’, 86’ | Marcatori | 57’ Janßen |

### Coppa di Germania
| Arbitro: | Steinborn |

|  |           |                     |
|  | Marcatori | 33’ Anders 79’ Kuka |

| Arbitro: | Albrecht |

|                                                                              |           |                                      |
| Anders 48’ Brehme 89’ (rig.) Kadlec 99’ Marschall 102’ Kuka 114’ Wagner 119’ | Marcatori | 38’ Chapuisat 57’ Povlsen 97’ Sammer |

| Arbitro: | Best |

|                                                                                         |           |                                 |
| Ritter 11’ Brehme 24’ (rig.) Kuntz 41’ Radschuweit 73’ (aut.) Haber 76’, 90’ Wagner 88’ | Marcatori | 10’, 86’ Präger 34’ Radschuweit |

| Arbitro: | Scheuerer |

|                                         |           |                          |
| Lusch 36’ Marschall 50’, 62’ Hengen 85’ | Marcatori | 49’ Savichev 67’ Trulsen |

| Arbitro: | Heynemann |

|               |           |  |
| Herrlich 101’ | Marcatori |  |

### Coppa UEFA
| Arbitro: | Barr |

|  |           |                                          |
|  | Marcatori | 33’ Hamann 44’ Anders 53’ Kuntz 60’ Kuka |

| Arbitro: | Shorte |

|                                    |           |              |
| Kuka 56’, 88’ Wagner 60’ Haber 81’ | Marcatori | 89’ Gíslason |

| Arbitro: | Vagner |

|            |           |                |
| Sforza 75’ | Marcatori | 72’ Hemmingsen |

| Odense 2 novembre 1994, ore CET Secondo turno | Odense | 0 – 0 referto | Kaiserslautern | Odense Stadium (14 200 spett.)\| Arbitro: \| Leduc \| |
| Arbitro:                                      | Leduc  |               |                |                                                       |

## Statistiche

### Statistiche di squadra
| Competizione      | Punti | In casa | In casa | In casa | In casa | In casa | In casa | In trasferta | In trasferta | In trasferta | In trasferta | In trasferta | In trasferta | Totale | Totale | Totale | Totale | Totale | Totale | DR  |
| Competizione      | Punti | G       | V       | N       | P       | Gf      | Gs      | G            | V            | N            | P            | Gf           | Gs           | G      | V      | N      | P      | Gf     | Gs     | DR  |
| ----------------- | ----- | ------- | ------- | ------- | ------- | ------- | ------- | ------------ | ------------ | ------------ | ------------ | ------------ | ------------ | ------ | ------ | ------ | ------ | ------ | ------ | --- |
| Bundesliga        | 63    | 17      | 10      | 7       | 0       | 32      | 16      | 17           | 7            | 5            | 5            | 26           | 25           | 34     | 17     | 12     | 5      | 58     | 41     | +17 |
| Coppa di Germania | -     | 3       | 3       | 0       | 0       | 17      | 8       | 2            | 1            | 0            | 1            | 2            | 1            | 5      | 4      | 0      | 1      | 19     | 9      | +10 |
| Coppa UEFA        | -     | 2       | 1       | 1       | 0       | 5       | 2       | 2            | 1            | 1            | 0            | 4            | 0            | 4      | 2      | 2      | 0      | 9      | 2      | +7  |
| Totale            | 63    | 22      | 14      | 8       | 0       | 54      | 26      | 21           | 9            | 6            | 6            | 32           | 26           | 43     | 23     | 14     | 6      | 86     | 52     | +34 |

### Andamento in campionato
| Giornata  | 1 | 2 | 3 | 4 | 5 | 6 | 7 | 8 | 9 | 10 | 11 | 12 | 13 | 14 | 15 | 16 | 17 | 18 | 19 | 20 | 21 | 22 | 23 | 24 | 25 | 26 | 27 | 28 | 29 | 30 | 31 | 32 | 33 | 34 |
| --------- | - | - | - | - | - | - | - | - | - | -- | -- | -- | -- | -- | -- | -- | -- | -- | -- | -- | -- | -- | -- | -- | -- | -- | -- | -- | -- | -- | -- | -- | -- | -- |
| Luogo     | T | C | T | C | T | C | T | C | T | C  | T  | C  | T  | C  | T  | C  | T  | C  | T  | C  | T  | C  | T  | C  | T  | C  | T  | C  | T  | C  | T  | C  | T  | C  |
| Risultato | V | N | P | V | V | V | N | N | P | N  | V  | V  | P  | V  | N  | N  | V  | V  | V  | V  | N  | N  | V  | N  | N  | V  | N  | V  | P  | N  | P  | V  | V  | V  |
| Posizione | 5 | 5 | 7 | 7 | 6 | 5 | 6 | 5 | 7 | 8  | 6  | 4  | 8  | 4  | 6  | 6  | 6  | 5  | 4  | 4  | 3  | 4  | 4  | 3  | 4  | 4  | 4  | 3  | 4  | 4  | 5  | 4  | 4  | 4  |

Legenda:

Luogo: C = Casa; T = Trasferta. Risultato: V = Vittoria; N = Pareggio; P = Sconfitta.

### Statistiche dei giocatori
| Giocatore    | Bundesliga | Bundesliga | Bundesliga  | Bundesliga | Coppa di Germania | Coppa di Germania | Coppa di Germania | Coppa di Germania | Coppa UEFA | Coppa UEFA | Coppa UEFA  | Coppa UEFA | Totale   | Totale | Totale      | Totale     |
| Giocatore    | Presenze   | Reti       | Ammonizioni | Espulsioni | Presenze          | Reti              | Ammonizioni       | Espulsioni        | Presenze   | Reti       | Ammonizioni | Espulsioni | Presenze | Reti   | Ammonizioni | Espulsioni |
| ------------ | ---------- | ---------- | ----------- | ---------- | ----------------- | ----------------- | ----------------- | ----------------- | ---------- | ---------- | ----------- | ---------- | -------- | ------ | ----------- | ---------- |
| D. Anders    | 16         | 1          | 2           | 0          | 2                 | 2                 | 1                 | 0                 | 1          | 1          | 0           | 0          | 19       | 4      | 3           | 0          |
| A. Brehme    | 27         | 4          | 7           | 0          | 3                 | 2                 | 1                 | 0                 | 4          | 0          | 1           | 0          | 34       | 6      | 9           | 0          |
| C. Dengel    | 0          | 0          | 0           | 0          | 0                 | 0                 | 0                 | 0                 | 0          | 0          | 0           | 0          | 0        | 0      | 0           | 0          |
| G. Ehrmann   | 10         | 0          | 1           | 0          | 3                 | 0                 | 0                 | 0                 | 2          | 0          | 0           | 0          | 15       | 0      | 1           | 0          |
| D. Flock     | 9          | 0          | 1           | 0          | 1                 | 0                 | 0                 | 0                 | 1          | 0          | 0           | 0          | 11       | 0      | 1           | 0          |
| W. Funkel    | 8          | 1          | 2           | 1          | 3                 | 0                 | 0                 | 0                 | 3          | 0          | 0           | 0          | 14       | 1      | 2           | 1          |
| M. Haber     | 21         | 3          | 2           | 0          | 4                 | 2                 | 2                 | 0                 | 4          | 1          | 1           | 0          | 29       | 6      | 5           | 0          |
| M. Hamann    | 20         | 1          | 4           | 0          | 3                 | 0                 | 1                 | 0                 | 4          | 1          | 1           | 0          | 27       | 2      | 6           | 0          |
| T. Hengen    | 18         | 0          | 1           | 0          | 4                 | 1                 | 0                 | 0                 | 4          | 0          | 0           | 0          | 26       | 1      | 1           | 0          |
| M. Kadlec    | 33         | 3          | 3           | 0          | 5                 | 1                 | 1                 | 0                 | 4          | 0          | 0           | 0          | 42       | 4      | 4           | 0          |
| C. Karaca    | 0          | 0          | 0           | 0          | 0                 | 0                 | 0                 | 0                 | 0          | 0          | 0           | 0          | 0        | 0      | 0           | 0          |
| P. Kuka      | 34         | 16         | 4           | 0          | 5                 | 2                 | 1                 | 0                 | 4          | 3          | 0           | 0          | 43       | 21     | 5           | 0          |
| S. Kuntz     | 28         | 14         | 3           | 0          | 4                 | 1                 | 0                 | 0                 | 2          | 1          | 1           | 0          | 34       | 16     | 4           | 0          |
| M. Lusch     | 18         | 0          | 1           | 0          | 3                 | 1                 | 0                 | 0                 | 3          | 0          | 0           | 0          | 24       | 1      | 1           | 0          |
| R. Lutz      | 24         | 0          | 4           | 0          | 3                 | 0                 | 0                 | 0                 | 0          | 0          | 0           | 0          | 27       | 0      | 4           | 0          |
| O. Marschall | 26         | 7          | 3           | 0          | 4                 | 3                 | 1                 | 0                 | 1          | 0          | 0           | 0          | 31       | 10     | 4           | 0          |
| A. Reinke    | 24         | 0          | 0           | 0          | 2                 | 0                 | 0                 | 0                 | 2          | 0          | 0           | 0          | 28       | 0      | 0           | 0          |
| T. Riedl     | 0          | 0          | 0           | 0          | 0                 | 0                 | 0                 | 0                 | 0          | 0          | 0           | 0          | 0        | 0      | 0           | 0          |
| T. Ritter    | 22         | 0          | 5           | 0          | 3                 | 1                 | 1                 | 0                 | 3          | 0          | 1           | 1          | 28       | 1      | 7           | 1          |
| A. Roos      | 31         | 0          | 4           | 1          | 5                 | 0                 | 2                 | 0                 | 4          | 0          | 0           | 0          | 40       | 0      | 6           | 1          |
| O. Schäfer   | 19         | 0          | 3           | 0          | 1                 | 0                 | 0                 | 0                 | 0          | 0          | 0           | 0          | 20       | 0      | 3           | 0          |
| C. Sforza    | 32         | 7          | 4           | 0          | 4                 | 0                 | 0                 | 0                 | 4          | 1          | 0           | 0          | 40       | 8      | 4           | 0          |
| H. Wadle     | 0          | 0          | 0           | 0          | 0                 | 0                 | 0                 | 0                 | 0          | 0          | 0           | 0          | 0        | 0      | 0           | 0          |
| M. Wagner    | 20         | 1          | 8           | 0          | 3                 | 2                 | 1                 | 0                 | 2          | 1          | 1           | 0          | 25       | 4      | 10          | 0          |